# Български евреи в Израел
Българските евреи в Израел и техните потомци живеещи в рамките на държавата Израел наброяват около 50 000 души.

## История
Българските евреи започват да се преселват в Близкият изток и да живеят на територията на Палестина, още в началото на миналия век след публикуването на научния труд „Еврейската държава“ на Теодор Херцел, в която авторът призовава всички евреи по Света да се завърнат в „Обетованата земя“. Най-голямата група, тъй наречената Първа Алия (вълна на преселение) е от около 43 961  души, които напускат пределите на България, по времето и след края на Втората Световна война, като се установяват в новосъздадената през 1948 г. еврейска държава – Израел. Основните групи са концентрирани в градовете Тел Авив – Яфо, Бат-Ям, Ришон ле–Цион, Лод, Хайфа, Ейлат и др.

## Брой
Към началото на 2010 г., не съществува точна статистика за числеността на българската еврейска общност в Израел.

### По градове
Най-голям брой е съсредоточен в областта Дан, която включва градовете Тел Авив, Яфо, Ришон Ле Цион, Бат Ям, Холон, Рамле и други. Българската еврейска диаспора е съставена от първа и втора алия, техните деца и внуци, родени на територията на Израел.
Град Тел – Авив който е разположен в централен Израел, на брега на Средиземно море, се е заселила най-голямата българска еврейска общност в Израел. Яфо е селище, създадено и населено почти изцяло с български евреи. Поради непрекъснато нарастващият брой на преселниците се е превърнал в квартал на Тел-Авив.
Град Йерусалим е свещен за трите световни религии – юдаизъм, християнство и ислям. Определя се като историческа и неделима столица на еврейската държава. Палестинската автономия също претендира за този град. Някои от българските граждани, които работят в Израел и пребивават временно, остават в държавата нелегално, което води до тяхното задържане и депортирането им.

## Култура
„Йехуд олей Булгария“ – Съюз на българските евреи /СБА/ е най-голямата организация на българските евреи в Израел. Създадена е през 1946-47 година, непосредствено след голямата вълна имигранти от България, съгласно сключената спогодба между двете държави. Официално организацията е съдебно регистрирана през 1980 г. Получава субсидии от държавата като сдружение с нестопанска цел. Съюзът поддържа тесни контакти с организацията на евреите в България „Шалом“. Една от главните цели на организацията е подпомагане на новодошлите имигранти за приспособяването им към условията на живот в Израел. Съюзът на българските евреи подпомага развиването на културна дейност. Ежегодно организира концерти, посветени на 24 май – Деня на българската писменост и култура. Под егидата на организацията функционира Клуб на писателите на български, иврит и ладино, „Керен Ор“.
Български културно-информационен център в Израел (БКИЦИ) е създаден от емигранти, пристигнали в Израел през деветдесетте години, натрупал е опит в осъществяването на културни проекти в Израел. БКИЦИ е неправителствена организация, която популяризира българските културни традиции и постижения в Израел. Дейността на центъра е насочена към българските евреи, живеещи в Израел, но и всички останали израелски граждани, желаещи да се запознаят с нови и интересни културни традиции. Работи в пряко сътрудничество с Посолството на Република България в Израел. Центърът има задачата да насърчава развитието и поддържането на културно сътрудничество между България и Израел. Да популяризира българската култура и изкуство чрез организиране, подпомагане на български творци, дейци и изпълнителни живеещи там. Организиране на мероприятия за българската еврейска общност в Израел по повод национални празници, събития и други.
Вестник „Алия. Бг“ е електронно издание на български език, който функционира от 2009 година. Той е плод на частна инициатива на група български еврейски емигранти. Възникнало е от необходимостта на българските евреи в Израел да имат своя медия. Изданието има регионално-информационен характер. Основната му цел е да подпомага интегрирането на българските евреи в Израел, да стимулира комуникацията в българската еврейска общност, да посредничи на българските евреи пред различни институции в Израел и България, да ги запознава с нови закони, нормативни актове, спогодби.
Дружество за приятелство с България което е създадено от българските евреи в Йерусалим. То е активно в контактите си с официалните институции на Израел. Съществуват и други организации, които към момента са с позатихнали функции – „Глобус репортер“ двуезично електронно издание; Българо-израелска търговско промишлена палата; Български културен институт; Дом за възрастни хора, дошли от България „Жак Асеов“.
Българското училище е към Българския културно-информационен център /БКИЦИ/. Учебните занятия се провеждат два пъти седмично по 1 час и 30 минути. Обучават се 19 деца на възраст от 6 до 10 години. През 2009 г., ДАБЧ оказва активна подкрепа за създаването на Българския културно-информационен център в Израел. Направени са дарения от книги и помагала за започване на дейността му. В по-късен период са закупени учебници за българското еврейско училище, което центърът съвместно с българското посолството създава.

## Известни военни дейци
Йосиф Пепо Ешкенази
Бащата Йосиф Пепо Ешкенази е евреин от Пловдив. Във Войната за независимост на Израел от 1948 – 1949 г. командва отряд български евреи в състава на елитната бронирана част „Зверовете на Негев“. „Българите“ стават известни освен с бойна славаq и с висока военна доблест. По време на операцията Хорев през 1949 г. едва не влизат в бой със свои части, подготвящи се да избият египетски военнопленници в отмъщение за жестокостите на египтяните към израелски командоси, решителността на българите надделява и законът на военната чест е спазен.
Габриел Ешкенази
Генерал-лейтенант Габриел Ешкенази е началник на Генералния щаб на Въоръжените сили на Израел. Роден е през 1954 г. в семейството на пловдивския евреин Йосиф Пепо Ешкенази, гордее се с българския си произход. Женен, с 2 деца. Има магистърска степен от Харвардския университет. Участник във войната „Йом Кипур“ с елитната бригада „Голани“ и в последвалите военни конфликти в Ливан и интифадите.
Ави Ешкенази
Бригаден генерал Ави Ешкенази е началник на Командно-щабната академия на Въоръжените сили на Израел. Роден е в семейството на пловдивския евреин Йосиф Пепо Ешкенази.
Самуел Рафаел
Полковник Самуел (Сами) Рафаел е евреин от София, роден през 1927 г. в семейството на Леон Рафаел активист на ВМРО. Майка му е българска еврейка от Ниш. Служил в парашутната дружина на Българската армия, пренесъл набрания опит и умения и основал Израелските парашутни части, бие се във войните в 1940-те и 1950-те години, първи награден с първия израелски орден за храброст – ордена „За изключителна служба“.